# Avro 523 Pike
L'Avro 523 Pike est un multiplace de combat britannique de la Première Guerre mondiale. S'il ne fut pas produit en série, il fut tout à la fois le premier bimoteur construit par Avro, le premier avion entièrement dessiné par Roy Chadwick et le premier avion du constructeur de Manchester à avoir un nom. 

## Origine
C’est en 1915 que Roy Chadwick, tout juste 22 ans, entreprit de dessiner pour le Royal Naval Air Service un chasseur lourd triplace destiné à la chasse aux Zeppelins, l’appareil devant pouvoir également être utilisé comme chasseur d’escorte, avion de grande reconnaissance ou bombardier léger. L’appareil se présentait donc comme un gros biplan à ailes égales non décalées, construit en bois et toile, reposant sur un train classique sans essieu. Le pilote était installé au niveau du bord d’attaque de la voilure, tandis que deux mitrailleurs prenaient place à l’avant du fuselage et en arrière des ailes, disposant chacun d’une mitrailleuse Lewis de 7,7 mm sur pivot. 

## Deux versions

### Avro 523 Pike
Équipé de deux moteurs en ligne 8 cylindres Sunbeam de 160 ch suspendus dans l’entreplan, entraînant des hélices bipales  propulsives, le prototype [N523] effectua son premier vol en mai 1916. Il affichait des performances intéressantes, mais fut rejeté par le RNAS pour une raison inconnue.

### Avro 523A Pike
Deux autres prototypes [A316 et A317] furent mis en chantier pour le Royal Flying Corps avec des moteurs 6 cylindres Green de 150 ch entraînant cette fois des hélices tractives. Le mitrailleur avant voyait également son poste équipé d’un affût Scarff à la place du pivot. Le premier exemplaire prit l’air en août 1916 et fut testé à son tour par le RFC comme par le RNAS  en novembre suivant. Mais le concept fut alors jugé dépassé, aucune commande ne suivit et le dernier prototype resta inachevé. 
Les deux avions furent alors transférés à Hamble, au tout nouveau centre d’essais Avro, et utilisés pour des essais divers. 